# 妙国寺
妙国寺（みょうこくじ）は、大阪府堺市堺区にある日蓮宗の本山（由緒寺院）の寺院。山号は広普山（こうふさん）。本尊は三宝尊。開山は日珖。開基は三好実休。妙國寺とも書く。幕末に起こった堺事件ゆかりの寺として知られる。

## 歴史

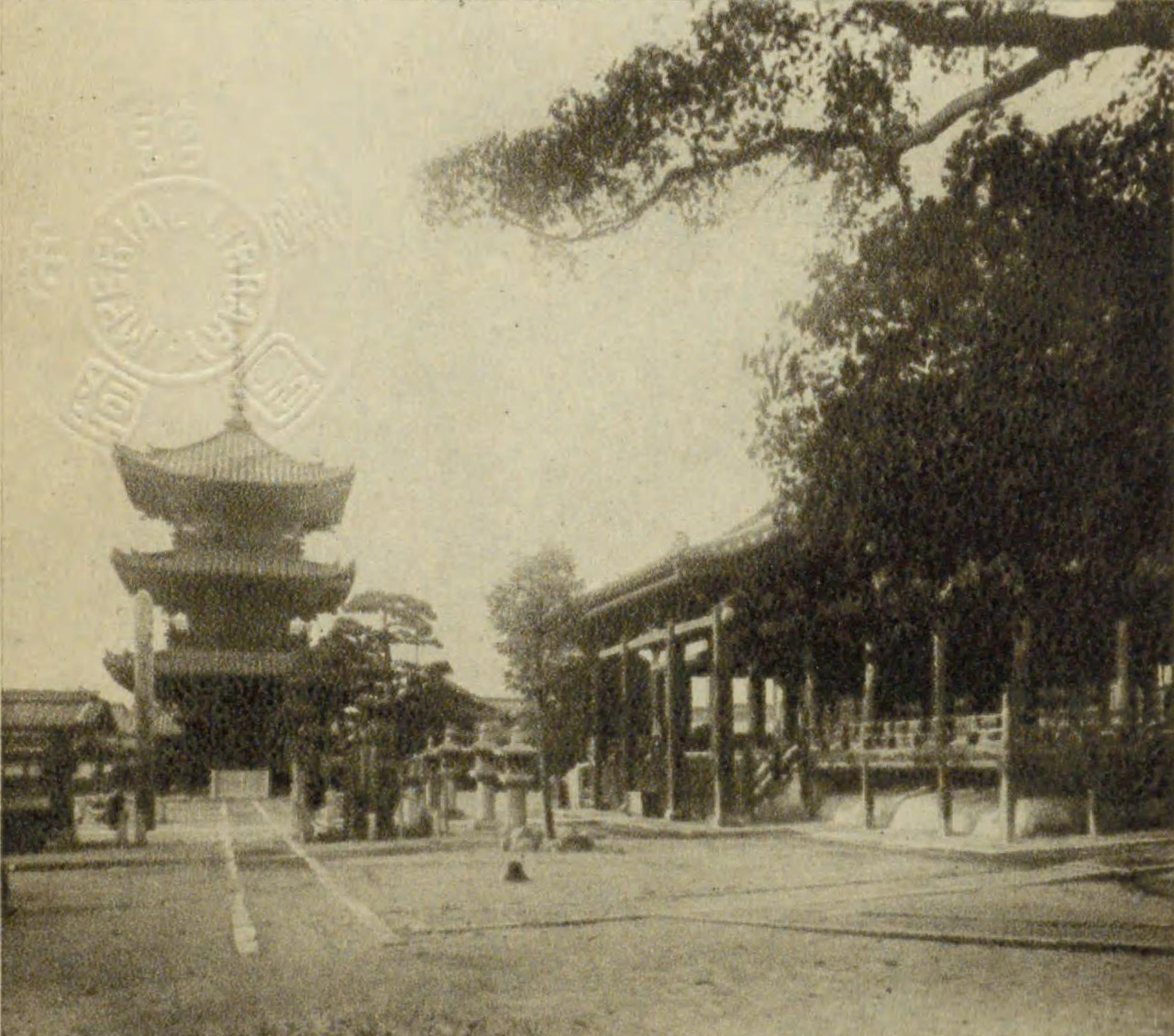
1930年頃の妙国寺境内

正親町天皇の永禄5年（1562年）、阿波国より兵を起こして畿内を支配していた三好長慶の弟・三好実休が日珖に帰依し、大蘇鉄を含む東西三丁南北五丁の土地と寺領500石を寄進し、日珖を開山とする当寺が設立された。しかし、同年3月の久米田の戦いで実休が戦死し、しばらく寺の建物は未整備の状態が続いた。
そこで、永禄9年（1566年）に日珖の父である堺の豪商油屋（伊達）常言、兄の常祐が協力し、境内に堂塔伽藍を建立して広普山妙國寺と称し、永禄11年（1568年）に完成した。寺名は日珖の師日祝の号である「妙國院」からとられた。後に皇室より勅願所に定められている。
元亀2年（1571年）に本堂竣工。天正11年（1583年）までに広大な寺地に14の坊、南北の学問所などを備えた伽藍が完成する。
慶長20年（1615年）4月28日、大坂夏の陣の際に、徳川家康が当寺に滞在しているとの話を聞いた豊臣方の大野治房隊によって焼き討ちを受け、全山灰燼に帰した。
その後、寛永5年（1628年）に本堂再建、続いて祖師堂、三重塔（明暦2年（1656年）の建立とされるが、堺市史では万治元年（1658年）に建立とする）、寛文2年（1662年）に表門、寛文5年（1665年）に書院、元禄9年（1696年）に宝蔵、正徳元年（1711年）に客殿と鐘楼、方丈、勅使門、経蔵、徳正殿、その他支院等旧観を再現した。
しかし、太平洋戦争中の1945年（昭和20年）7月10日の第6回大阪大空襲（堺大空襲）により、経蔵と大蘇鉄を残して三重塔以下全て焼失した。
1973年（昭和48年）、本堂を再建し現在に至る。現住は51世岡部日聡貫首（大阪市海宝寺より晋山）。堺法縁縁頭寺。

## 霊木・大蘇鉄の伝説

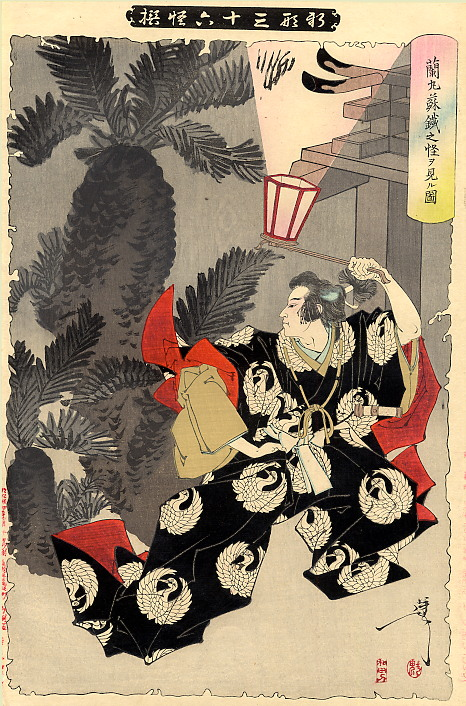
夜泣きのソテツ（月岡芳年作）

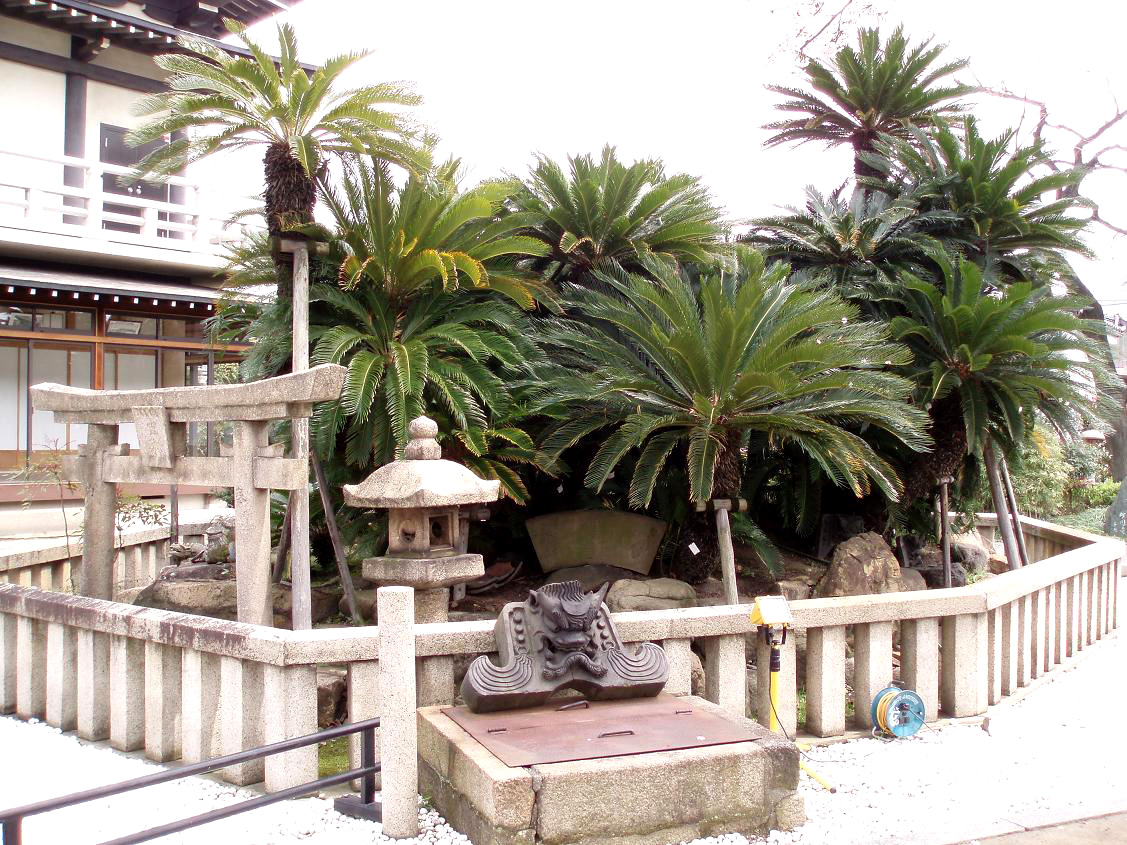
大蘇鉄（国の天然記念物）

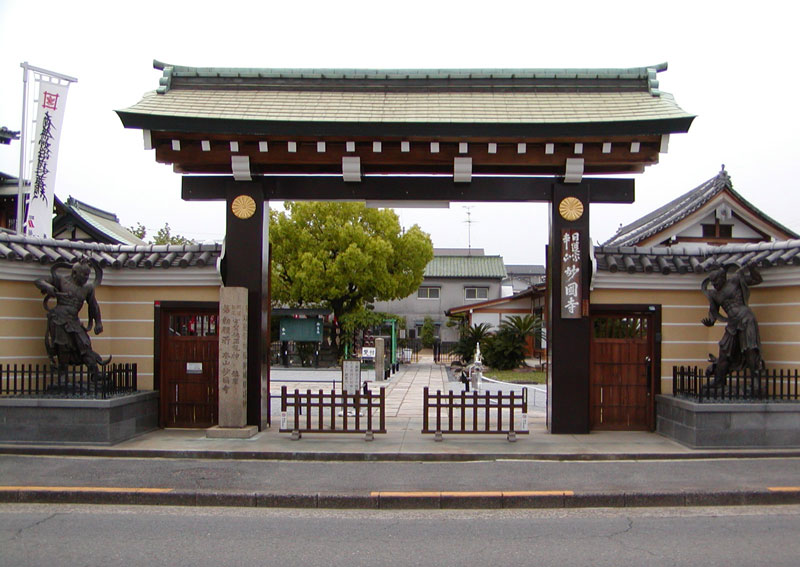
山門

境内の大蘇鉄は国指定の天然記念物である。樹齢1100年余といい、次のような伝説が残っている。
織田信長はその権力を以って天正7年（1579年）、この蘇鉄を安土城に移植させた。ある時、夜更けの安土城で一人、天下を獲る想を練っていた信長は庭先で妙な声を聞き、森成利（蘭丸）に探らせたところ、庭の蘇鉄が「堺妙國寺に帰ろう、帰ろう」とつぶやいていた。この怪しげな声に、信長は激怒し士卒に命じ蘇鉄の切り倒しを命じた。しかし家来が刀や斧で蘇鉄を切りつけたところ、みな血を吐いて倒れ、さしもの信長も祟りを怖れ即座に妙國寺に返還した。しかし、もとの場所に戻った蘇鉄は日々に弱り、枯れかけてきた。哀れに思った日珖が蘇生のための法華経一千部を読誦したところ、満願の日に蘇鉄から宇賀徳正龍神が現れ、「鉄分のものを与え、仏法の加護で蘇生すれば、報恩のため、男の険難と女の安産を守ろう」と告げた。そこで日珖が早速門前の鍛冶屋に命じて鉄屑を根元に埋めさせたところ、見事に蘇った。これにより徳正殿を建て、寺の守護神として宇賀徳正龍神を祀ることとした。爾来、これを信じる善男善女たちが安産を念じ、折れた針や鉄屑をこの蘇鉄の根元に埋める姿が絶えないという。

## 出来事

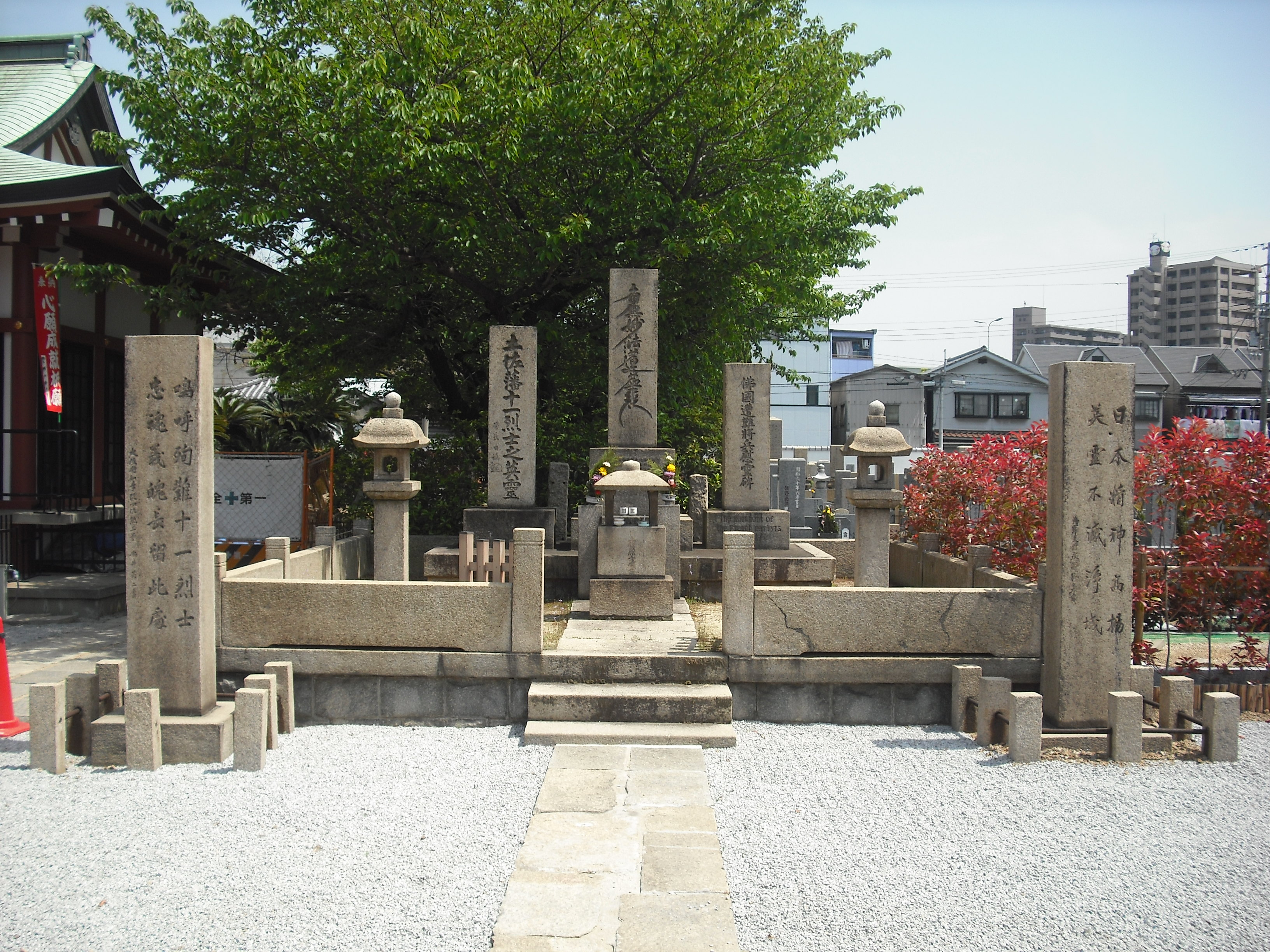
妙国寺にある土佐藩士供養塔

- 本能寺の変
天正10年（1582年）の本能寺の変の際、堺を訪れていた徳川家康は妙國寺に宿泊していたが、変を聞き、妙國寺僧、油屋親子の助けを得て難を逃れたと伝える。
- 堺事件
慶応4年（1868年）2月15日、フランス軍艦より水兵100人が上陸し、市内を闊歩し婦女子を追回すなど傍若無人の振舞いに堺警備隊の土佐藩士が応対したが、双方言葉が通じないため両者銃撃応酬の末、フランス兵11名の死者を出すにいたり国際問題となった。本事件はフランスに賠償金を払うと共に、箕浦猪之吉、西村左平次等土佐藩士20名に切腹が命じられた。同2月23日、妙國寺において日仏立会人の面前で堂々と割腹自刃した。11名が切腹を遂げ12人目にかかろうとした時、フランスの立会検視人もその凄絶の様を見るに忍びがたく、切腹は急遽中止とされ、残りの9名は土佐へ流刑となった。

## 境内
- 本堂 - 1973年（昭和48年）再建。
- 宝物資料館
- 庭園（堺市指定名勝） - 平庭林泉回遊式枯山水庭園。小堀遠州作。蘇鉄で構成された枯山水は日本唯一である。
- 経蔵
- 伝三重塔柱跡 - 三重塔は、慶長20年（1615年）4月28日に大坂夏の陣の兵火で焼失したものを万治元年（1658年）に再興したもので、高さ9丈（27.3m）と堺の町のランドマークとして目を惹く建物だったが、1945年（昭和20年）に空襲で焼失した。
- 徳正殿 - 宇賀徳正龍神を祀る。
- 土佐十一烈士供養塔
- 本坊
- 鐘楼
- 佛心殿
- 日蓮聖人像
- 山門

## 文化財

### 重要文化財
- 短刀 銘国光 - 新藤五国光作、堺市博物館寄託。
- 脇指 朱銘長義 - 備前長船長義作、堺市博物館寄託。

### 国指定天然記念物
- 妙国寺のソテツ - 1924年（大正13年）12月9日指定。樹齢1,100年。大蘇鉄と呼ばれる。

### 堺市指定有形文化財
- 己行記 - 堺市博物館寄託。
- 行功部分記 - 堺市博物館寄託。
- 宝物集 巻第三 - 堺市博物館寄託。

### 堺市指定名勝
- 庭園

## 旧末寺
日蓮宗は1941年（昭和16年）に本末を解体したため、現在では、旧本山、旧末寺と呼びならわしている。
- 廣普山恵照院（堺市堺区材木町東）塔頭
- 顕寿山佛心寺（台東区谷中）
- 妙光山佛眼寺（津市岩田）
  - 佛眼寺末：永昌山本妙寺（津市久居寺町）
  - 佛眼寺末：爪尾山圓立寺（津市高野尾町）
  - 佛眼寺末：正栄山天真寺（鳥羽市鳥羽）
- 妙普山常國寺（大阪市中央区中寺）
  - 常國寺末：稲荷山東池寺（松原市若林）
- 読経山蓮光寺（大阪市中央区中寺）
- 宝聚山円妙寺（大阪市中央区中寺）
  - 円妙寺末：玄光山円妙寺（大阪市生野区勝山南）
- 妙見山感応寺（堺市南区富蔵）
- 永松山長源寺（堺市堺区西湊町）
- 青陽山月蔵寺（堺市堺区柳之町東）
- 妙見山青龍院（阪南市箱作）
- 妙見山法隆寺（神戸市灘区城内）
- 龍江山妙泉寺（阿南市富岡町西石塚）
- 普平山妙興寺（米子市寺町）

## 所在地
大阪府堺市堺区材木町東4丁1番4号

## 交通アクセス
- 阪堺電気軌道阪堺線 妙国寺前停留場 徒歩5分

## 唱歌
1900年（明治33年）発売の『鉄道唱歌第5集《作詞:大和田建樹,作曲:多梅稚》（関西・参宮・南海篇）』において登場しており「住吉大社」とともに当寺（妙国寺）が歌い込まれている。
62. 蘇鉄に名ある古寺の 話聞きつつ大和川 渡ればあれに住吉の 松も灯籠も近づきぬ

## 関連資料
- 「摂河泉文化資料 9」摂河泉文化資料編集委員会、1978年